# Cirrhilabrus melanomarginatus
Cirrhilabrus melanomarginatus là một loài cá biển thuộc chi Cirrhilabrus trong họ Cá bàng chài. Loài này được mô tả lần đầu tiên vào năm 1978.

## Từ nguyên
Từ định danh melanomarginatus được ghép bởi hai âm tiết trong tiếng Latinh, melanos ("đen") và marginatus ("có viền ở rìa"), hàm ý đề cập đến phần rìa màu đen trên vây lưng của các mẫu vật nhỏ.

## Phạm vi phân bố và môi trường sống
C. melanomarginatus được tìm thấy từ vùng biển phía nam Nhật Bản (bao gồm quần đảo Ryukyu và quần đảo Izu) trải dài đến bãi Macclesfield, đảo Đài Loan, quần đảo Trường Sa (Việt Nam) và đảo Palawan (Philippines).
C. melanomarginatus sống tập trung gần các rạn san hô và mỏm đá ngầm trên nền đá vụn ở độ sâu khoảng 6–40 m, nhưng thường được nhìn thấy ở độ sâu khoảng 25 m trở lại.

## Mô tả
Chiều dài lớn nhất được ghi nhận ở C. melanomarginatus là 13 cm. Cá đực có màu xanh lục sẫm. Vây hậu môn có màu hồng. Vây bụng tương đối dài, có màu xanh lục và viền xanh lam ánh kim ở rìa. Vây đuôi gần như hình thoi, có thể có một sợi tia vươn dài từ tia vây giữa ở những con đực trưởng thành. Vây lưng có vệt màu đỏ cam ở phía sau. Cá đực trưởng thành có một miếng da khác biệt ở gáy, ngay trước gốc vây lưng và có thể nhô lên như vây lưng khi thực hiện màn tán tỉnh với cá cái.
Cá đực mùa giao phối có màu xanh lục rất sẫm. Có các vệt sọc nhạt phía sau mắt và má, cũng như một dải sọc dài hơn ngay sau vây ngực.
Số gai ở vây lưng: 11; Số tia vây ở vây lưng: 9; Số gai ở vây hậu môn: 3; Số tia vây ở vây hậu môn: 9; Số tia vây ở vây ngực: 15; Số gai ở vây bụng: 1; Số tia vây ở vây bụng: 5.

## Sinh thái học
C. melanomarginatus là loài chị em gần nhất với Cirrhilabrus scottorum. C. melanomarginatus cũng có thể lai tạp với Cirrhilabrus exquisitus ở vùng biển Nhật Bản.

## Thương mại
C. melanomarginatus được thu thập ngành trong ngành buôn bán cá cảnh nhưng không phổ biến.